# Zbyněk Vičar
Zbyněk Vičar (*16. října 1976, Brno) je český scenárista, spisovatel, novinář a stand-up komik. Účinkuje v pořadu Comedy Club a Na Stojáka, napsal knihu povídek Temná rána a řadu televizních scénářů. Publikoval také v řadě periodik.

## Životopis
Absolvoval Gymnázium Brno, třída Kapitána Jaroše a Fakultu sociálních věd Univerzity Karlovy, obory žurnalistika a mediální studia. Poté dlouhou dobu působil v médiích. Šest let pracoval pro Českou televizi jako redaktor zahraniční redakce, zpravodaj na Slovensku a redaktor Jihomoravského večerníku. Pak nastoupil do Deníku Rovnost jako editor, později zástupce šéfredaktora a šéfredaktor brněnského vydání. Následně se podílel na založení a vedení projektu regionálního týdeníku Sedmička. Novinářskou kariéru zakončil v pozici redaktora odborného časopisu Vinařský obzor. V té době už na volné noze působil jako copywriter, idea maker, scenárista a stand-up komik. Vedl Odbor tiskových věcí a marketingu Jihomoravského kraje. Od srpna 2023 působí ve funkci ředitele Vinařského fondu.

## Filmografie[10]
- Česko Slovensko má talent - talentová soutěž, Prima (2012-2013)
- VyVolení - reality show, Prima (2013)
- Faktor U - lifestylový pořad, Česká televize (2014)
- Smetí letí - edukační pohádka, SAKO (2015)
- Comedy Club - stand-up show, Prima (2016 – dosud)
- A je to naše - vědomostní soutěž, Prima (2017)
- Ahoj republiko! - vědomostní soutěž, ČT (2018)
- Na stojáka v kině 2 - stand-up, Netflix (2018)
- Dobrovolní hasiči roku - vyhlášení oceněných, ČT (2018 – 2019)
- Zlatý oříšek - vyhlášení oceněných, ČT (2018 – 2019)
- Do roka a do dna - televizní Silvestr, ČT (2018 – 2020)
- S Hubertem do lesa - seriál pro děti, ČT (2019 )
- Kopta show - talk show, ČT (2019)
- 25 let TV Nova - Všechno nejlepší, výročí TV Nova (2019)
- Automat na přání - improvizační Facebookový pořad, Olympia centrum (2019 – dosud)
- Lovci záhad – země příběhů, animované legendy pro Expo v Miláně 2015, ČT (2020 – 2021)
- Futuro - dokuseriál o nových technologiích pro děti, ČT (2022)
- Futuretro - dokuseriál o nových technologiích, ČT (2022)

## Knihy
- Temná rána - sbírka 12 povídek, nakladatelství Jota[1][2]